# Fawcettia (protista)
Fawcettia es un género de foraminífero bentónico considerado un sinónimo posterior de Alliatinella de la subfamilia Alliatininae, de la familia Robertinidae, de la superfamilia Robertinoidea, del suborden Robertinina y del orden Robertinida. Su especie tipo era Fawcettia panayensis. Su rango cronoestratigráfico abarcaba el Holoceno.

## Clasificación
Fawcettia incluye a la siguiente especie:
- Fawcettia panayensis